# Campomanesia velutina
Campomanesia velutina är en myrtenväxtart som först beskrevs av Jacques Cambessèdes, och fick sitt nu gällande namn av Otto Karl Berg. Campomanesia velutina ingår i släktet Campomanesia och familjen myrtenväxter. Inga underarter finns listade i Catalogue of Life.